# Пуд

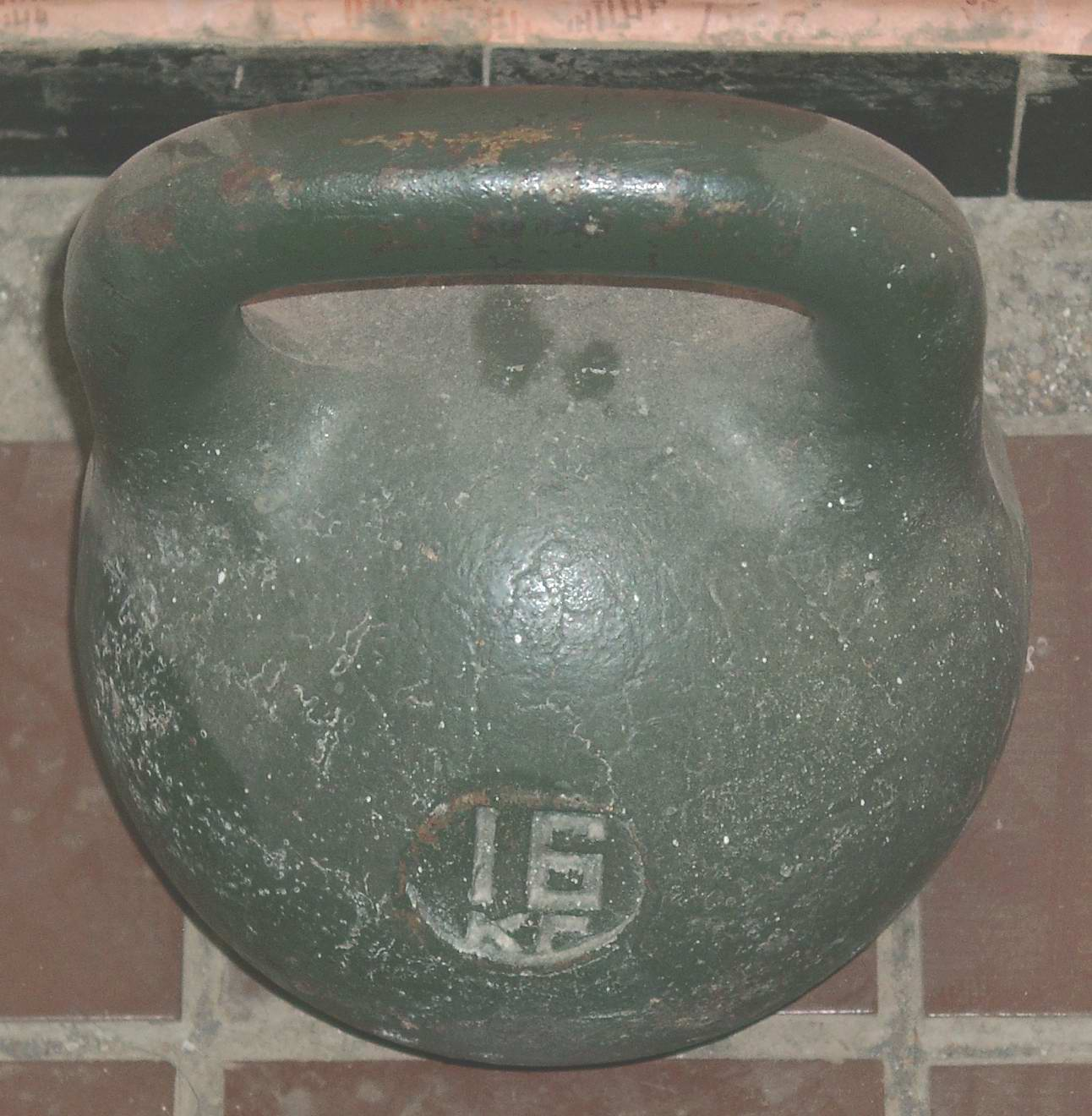
Чугунная гиря массой 16 кг, традиционно называемая пудо́вой

Пуд — устаревшая единица измерения массы русской системы мер.
С 1899 года один пуд равен 16,3805 кг. Как единица древнего русского веса[что?]. Пуд заключал 16 безменов, 40 больших гривенок и 80 малых, и:
- 1 пуд = 40 фунтов = 1280 лотов = 3840 золотников = 368 640 долей.
- 10 пудов = 1 берковец.
- с 1899 года, в соответствии с «Положением о мерах и весах 1899 года», один пуд был приравнен к 16,3804964 кг[4], в «Сравнительных таблицах» 1902 года значение указывалось как 16,380496 кг[5]. Исходя из узаконенных в СССР основных соотношений между старыми русскими мерами и метрическими[что?] (1 фунт равен 0,40951241 килограмма)[6][7][8].

## Этимология
Название пуд восходит к праславянской форме *pǫdъ. Праславянское слово заимствовано из позднелат. pondō — «фунт», которое, в свою очередь, происходит из более раннего латинского выражения lībra pondō — «фунт весом», где pondō — старый исходный падеж от слова pondus — «вес».

## История

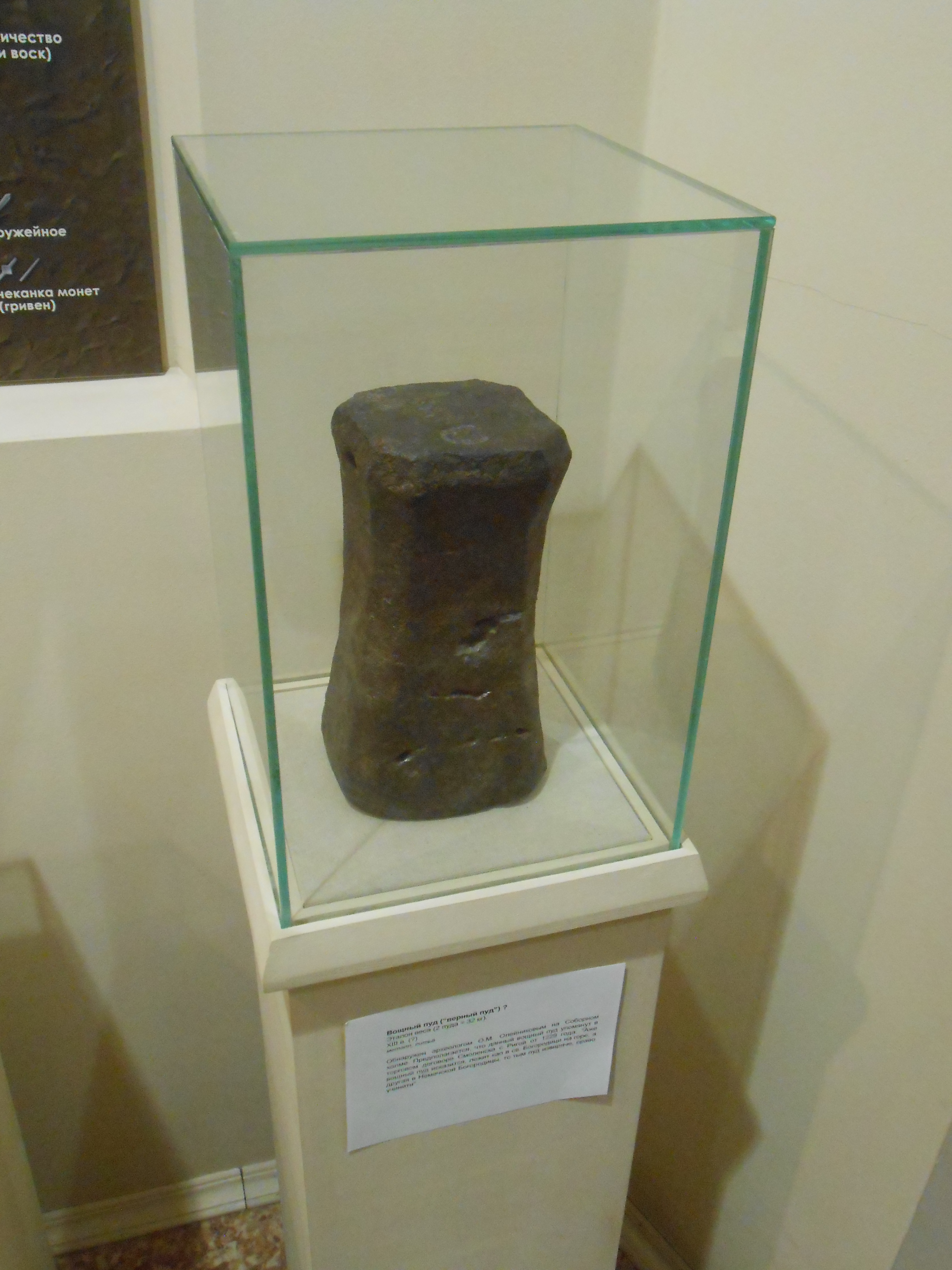
Предполагаемый вощный пуд в Смоленском историческом музее, вероятно, XIII век

При первом упоминании пуда, в уставной грамоте новгородского князя Всеволода Мстиславича, данной общине купцов-вощаников «Ивановское сто», торговавших воском и мёдом при передаче им церкви Иоанна Предтечи на Петрятине дворище в Новгороде, в 1134 году, сказано:
даю святому великому Ивану от своего великоимения на строение церкви и в векы вес вощаной, а в Торжку Пуд вощаной

Отсюда видно, что пуд отличался от веса, который для Новгорода и был установлен в виде берковска. В XII веке пуд представлял определённую единицу. Так, в новгородской первой летописи, под 1170 годом, говорится:
купляху… мёд по 10 кун Пуд

Особое значение слово пуд имеет в смоленском договоре 1230 года с Ригой:
аще вощный Пуд исказиться, лежить капь в святей Богородици, то тым Пуд изверивше

Здесь пуд можно понимать вообще в смысле веса, хотя он, как единица, и мог входить в состав капи. Торговая книга объясняет:
в Пуд безменов 16. — В Пуд гривенок 40 больших фунтовых, а малых гривенок 80
По «Арифметике» Магницкого: Пуд = 40 фунтов = 30 ансырей.
У Диодора Сицилийского есть сведение, что 360 золотых чаш, весом каждая по 2 мины, составляли 30 талантов. Поэтому в таланте золота было 24 мины, по числу которых александрийский талант (центнер, кентинар) равнялся 2½ талантам золота. Мина александрийского таланта равнялась 20 римским унциям, а мина большого (филетерского) таланта = 30 унциям. Переводя 24 мины из первого веса во второй, получим на талант золота 16 мин большого таланта. Это, во-первых, вполне подходит к делению пуда на 16 безменов и, во-вторых, согласуется с делением коктаря на 2½ пуда (по уставу ратных дел и по «Арифметике» Магницкого). Таким образом, есть повод производить пуд от греческого золотого таланта.
При Иване Грозном предписывается взвешивать товар только у пудовщиков, а «Новгородский устав» разрешает иметь в домах лишь «малые» весы, которые поднимают только до десяти пудов, добавляя: «однако на этих малых весах никому ничего не продавать, ни покупать».
По закону о мерах и весах 1797 года предписывалось изготовить шаровидные гири массой в 1 и 2 пуда, в 1, 3, 9, 27 фунтов и в 1, 3, 9, 27, 81 золотник.

## Замена на килограмм
Отменён в СССР в соответствии с подписанным В. И. Лениным в 1918 году декретом «О введении международной метрической системы мер и весов». Тем не менее и спустя 30 лет в газетных сводках эта мера регулярно упоминалась. В настоящее время иногда ещё встречается в материалах о производстве сельскохозяйственной продукции (главным образом зерна). Пудовые веса (округлённые до целых килограммов) по-прежнему используются в гиревом спорте.